# Indisk sparvuggla
Indisk sparvuggla (Glaucidium radiatum) är en sydasiatisk fågel i familjen ugglor inom ordningen ugglefåglar.

## Utbredning och systematik
Indisk sparvuggla förekommer som namnet avslöjar huvudsakligen i Indien. Den delas in i två underarter med följande utbredning:
- Glaucidium radiatum radiatum – förekommer i Himalaya till Bhutan, Indien, västra Myanmar och Sri Lanka
- Glaucidium radiatum malabaricum – förekommer på sydvästra indiska halvön

### Släktestillhörighet
DNA-studier indikerar att sparvuggla står närmare hökugglan (Surnia ulula) än göksparvugglan, som tros stå indisk sparvuggla nära. Eftersom sparvugglan är typart i släktet Glaucidium innebär det att hökugglan antingen kommer införlivas i Glaucidium eller att indisk sparvuggla och ytterligare några sparvugglearter lyfts ut till ett eget släkte. Inga större taxonomiska auktoriteter har dock ännu inte följt dessa nya forskningsresultat.

## Utseende och läte
Indisk sparvuggla är en liten uggla och är med sina 20 centimeter i längd mindre än göksparvugglan (G. cuculoides) men större än orientsparvugglan (G. brodiei). Jämfört med den förra är den tätare och snarare rostbrunt än gulbrunt bandad både under och ovan. Underarten malabaricum är i allmänhet mer rostfärgad på bröst och ovansida. Lätena består av utbrott av ljudliga och ihåliga drillar, men även mjuka"“kaaaooo-kaaaaooo-kah-ow!".

## Levnadssätt
Indisk sparvuggla hittas i öppna tropiska och subtropiska skogar, i låglänta områden och förberg. Den är som andra sparvugglor mest aktiv kring gryning och skymning.

## Status och hot
Arten har ett stort utbredningsområde, men tros minska i antal, dock inte tillräckligt kraftigt för att den ska betraktas som hotad. Internationella naturvårdsunionen IUCN listar arten som livskraftig (LC).

## Namn
Fågelns svenska trivialnamn var tidigare djungelsparvuggla.

## Bilder

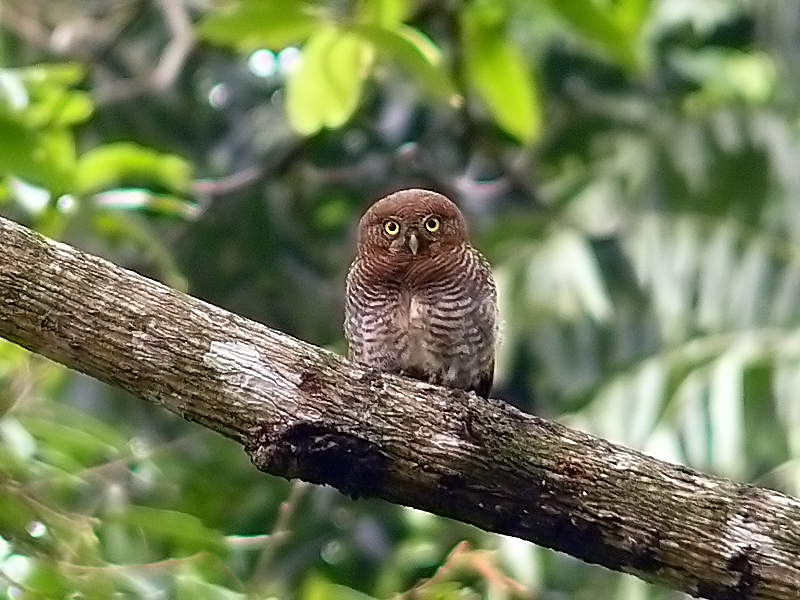
I Kannur, Kerala, Indien.
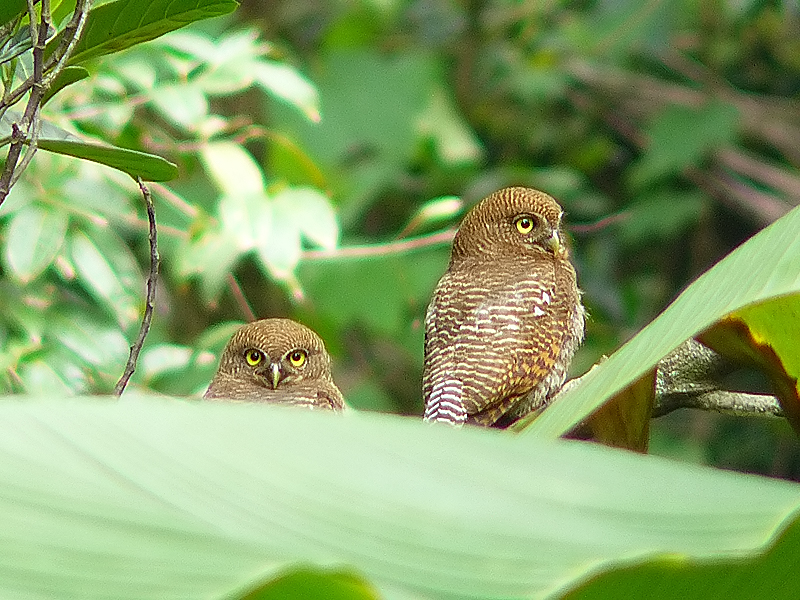
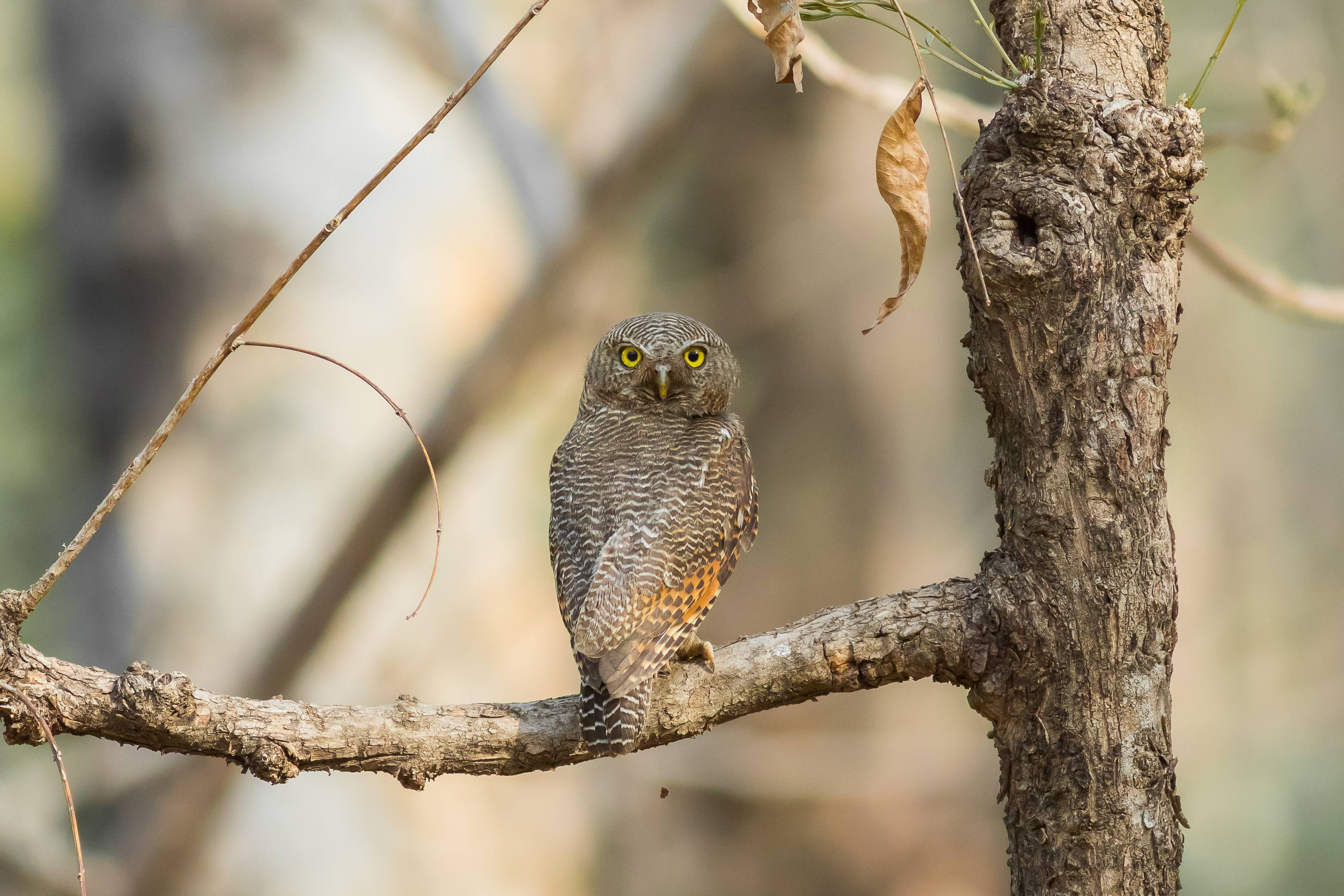
I Pench National Park, Madhya Pradesh, Indien.
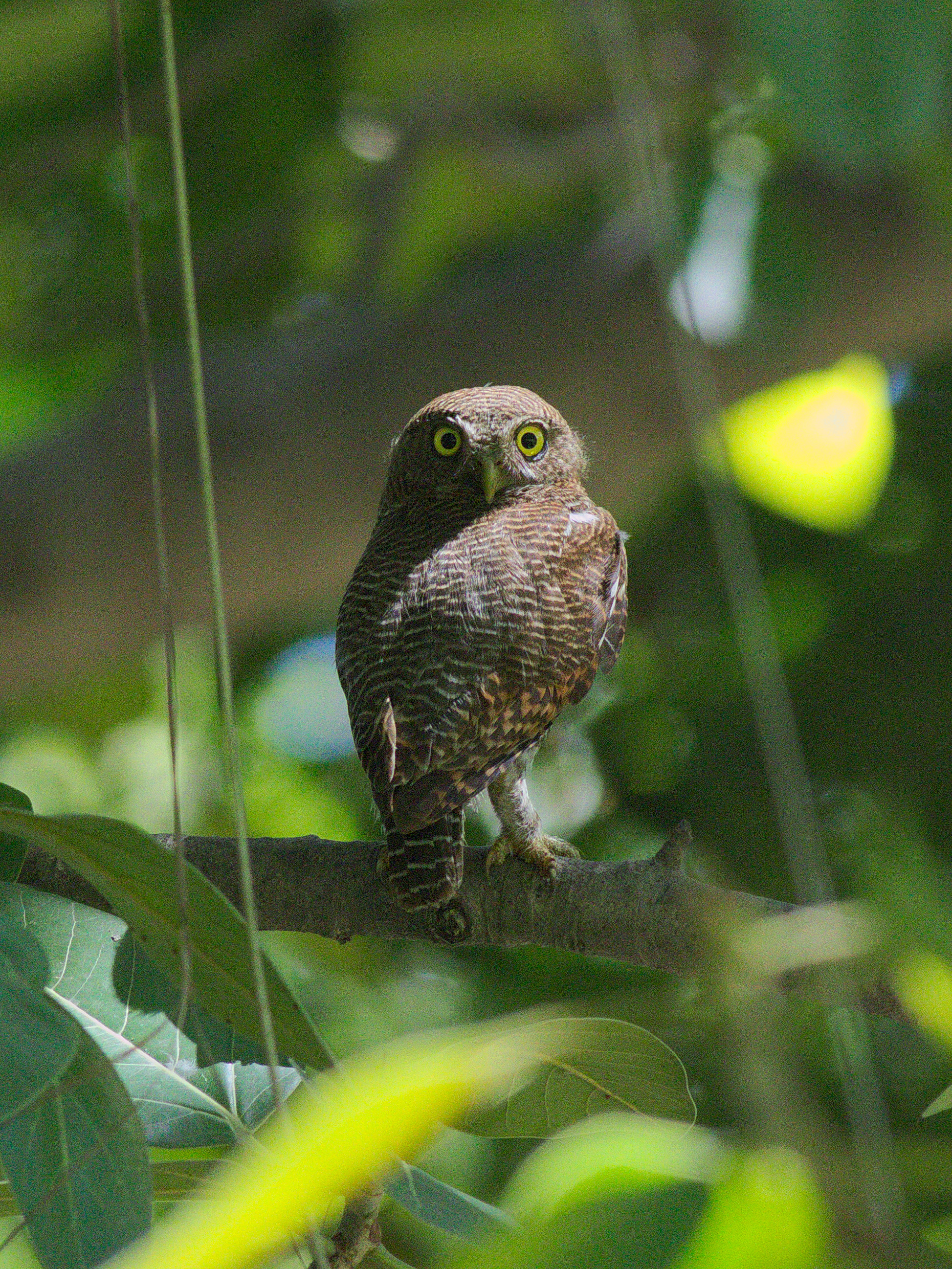
I Lucknow, Uttar Pradesh, Indien.